# 纤柄肖菝葜
纤柄肖菝葜（学名：Heterosmilax pottingeri），为百合科肖菝葜属下的一个种。

## 扩展阅读
維基物種上的相關：纤柄肖菝葜